# Luena
Luena (tudi Lwena) je reka, ki izvira v Angoli, nakar se v Zambiji izlije v Zambezi.